# اسلام انقلابی
اسلام انقلابی (انگلیسی: Revolutionary Islam)عنوان کتابی است‌ از کارلوس سانچز که آن‌را در سال ٢٠٠٧ به چاپ رسانده است.